# 能力試験
能力試験（のうりょくしけん）とは、競馬において、レースの出走経験がない馬に対して行われる試験のこと。地方競馬のみの制度であり、主催者によっては能力検査（のうりょくけんさ）とも言い、略して能試、 能検という。レースの出走経験がある馬に対しては、調教試験が行われる。中央競馬では能力試験は存在しないが、デビュー前の馬やゲートでのトラブルがあった馬に対するゲート試験は存在する。

## 概要
牧場から移送され初めて入厩した馬、故障後の療養などで長期に競走を離れていた馬、他地区や中央競馬からの転入馬などに対して行われている。南関東公営競馬では地元デビュー馬に課される試験を「能力試験」、それ以外の馬に課される試験を「調教試験」と呼ぶが、行う内容は同じである。主催者が決めた距離および基準タイムで、ゲートからゴールまで出走させる。形式はレースとほとんど同じで、模擬競走とも言える。ただし、順位を決めるのではなく、決められたタイムでゴールすることが求められる。基準タイムをクリアするほかに、発走や競走道中に調教不十分なところがないかが審査される。発馬が遅れたり、道中逸走したり、騎手の制御に従わず加速しなかったり減速したりすることがあると不合格となる。それぞれの審査基準をすべてクリアすると合格となり、出走することが可能となる。能力試験で不合格となった馬は、再び同一内容の能力試験を受けることができる。
基準タイムをクリアすれば原則合格となり、その基準タイムは実際のレースでの標準タイムより6 - 10秒程度遅く定められていることが多いため、レース感覚を取り戻すためにレース同様に精一杯走らせる馬もいれば、馬の調子を考慮して「馬なり」で走らせることもある。ただしばんえい競馬では2003年（平成15年）まで、能力試験の合格基準を走破タイムを基準とした定員制としており、当日受験した馬の走破タイムから上位順に、事前に定められた頭数だけを合格としていた。2歳馬の合格頭数の合計は毎年220 - 225頭程度であったが、毎年の受験馬は700頭以上、多い年には1200頭以上が受験するほどの狭き門であった。
能力試験は主催者の他に調教師、トラックマン、馬主等が観戦している。ばんえい競走の能力試験は昔から、ホッカイドウ競馬では2010年からシーズン開幕前の指定された日の試験については一般に開放されており（出典：ホッカイドウ競馬2011 能力検査 3月24日（木）スタート - ホッカイドウ競馬公式サイト）、特にばんえい競走の能力試験は多くの生産者や熱心なファンなど、毎年1000人前後の観客を集めている。能力試験結果は主催者により公表されており、主催者の公式サイトから閲覧できるものもあれば、競馬場によってはレーシングプログラムとともに配布されている。また、試験結果は競馬新聞の馬柱欄にも掲載されており、競走成績と同等の意味を持つ。

## ばんえい競馬の能力試験
北海道で行われているばんえい競馬では、能力試験を合格できなかったり、あるいは満足な競走成績が残せなかったりした馬のうち、牡馬のほとんどは、主に肥育業者が集まる競りに出場され、食肉用途に肥育される。1年間に生産される馬のうち、ばんえい競馬の競走馬を目指す馬は1割半ば-2割程度で、残りは当歳秋市場または1歳馬市場で肥育業者向けに出荷されるか、繁殖牝馬となる。
当歳秋市場や1歳馬市場に出場して取引されれば、売却価格の半分以上が生産者の利益となるが、ばんえい競馬の競走馬を目指して2歳まで調教した揚句不合格になると、市場で取引しても生産者や馬主にとっては赤字となることから、来場した生産者や馬主は必死に愛馬に対して声援を送る。また、ばんえい競馬はその性質上騎手の技術が大きく影響することから、能力試験でも騎乗する騎手が誰になるかで結果が大きく変わることもあるため、騎手の選定も重要な要素となっている。
ばんえい競馬の能力試験は2003年（平成15年）まで厳格な定員制を採用してきたが、畜産業の低迷で生産頭数が大きく減少したうえ、勝馬投票券の売り上げが低迷し賞金額や競走馬の取引価格が下落するなど、ばんえい競馬の競走馬に育て上げることへの魅力が乏しくなることで受験馬も激減したため、出走頭数確保のため2004年（平成16年）度から基準タイム制に移行した。基準タイムも通常のレースの2倍程度に設定されているため、毎年8割以上の受験馬が合格するようになり、以前ほどの盛り上がりはみられなくなっている。ただしその代わり、極端にレースで遅い結果が出た馬については能力再検査が指示されるため（1回目は「基準タイム超過」、2回目は「3着入線馬から60秒以上離されてゴール」が基準）、デビューはできても2～3戦程度で姿を消す馬も少なくない。